# Telemark
Telemark je tradicionalna regija, nekdanje okrožje in sedanji volilni okraj na južnem Norveškem. Leta 2020 se je Telemark združil z nekdanjim okrožjem Vestfold v okrožje Vestfold og Telemark. Telemark meji na tradicionalne regije in nekdanja okrožja Vestfold, Buskerud, Hordaland, Rogaland in Aust-Agder.
Ime Telemark pomeni 'oznaka Thelirja', starodavnega severnogermanskega plemena, ki je naseljevalo območje, ki je danes znano kot Zgornji Telemark, v obdobju selitve in vikinški dobi.
V srednjem veku je kmetijska družba Zgornji Telemark veljala za najbolj nasilno regijo na Norveškem. Danes je tukaj polovica stavb iz srednjega veka. Narečja, ki se govorijo v Zgornjem Telemarku, prav tako ohranjajo več elementov stare norveščine kot tista, ki se govorijo drugod po državi. Zgornji Telemark je znan tudi kot rojstni kraj smučanja.
Južni del Telemarka, Grenland, je bolj urban in je nanj vplivala trgovina z Nizozemskimi deželami, severno Nemčijo, Dansko in Britanskim otočjem.
Telemark je že stoletja ena najpomembnejših norveških industrijskih regij, ki jo zaznamujejo zlasti papirnice Norske Skog Union na Grenlandu ter proizvodnja težke vode in gnojil Norsk Hydro v Zgornjem Telemarku.
Pričakuje se, da bo Telemark kot okrožje ponovno vzpostavljen do 1. januarja 2024, po glasovanju sveta okrožja Vestfold og Telemark 15. februarja 2022 o razdelitvi novoustanovljenega okrožja na ustrezne okraje, ki so obstajali pred združitvijo; Telemark in Vestfold.

## Zgodovina
Okrožje Telemark je bilo ustanovljeno kot fevd Bratsberg v poznem srednjem veku, med združitvijo Norveške z Dansko. Z uvedbo absolutne monarhije leta 1662 je postal grofija, leta 1919 pa se je preimenoval v Telemark in je bil okrožje do leta 2020. Uprava je bila v pristaniškem mestu Skien, ki je bilo v zgodnjem novem veku najpomembnejše norveško mesto, za Christianijo (sodobni Oslo).
Telemark sestavlja več različnih zgodovinskih regij. Ime je dobil po največji med njimi, ki se danes imenuje Zgornji Telemark, v preteklosti pa se je imenoval preprosto Telemark. Telemark je dobil ime po Thelir (Þilir v stari norveščini), starodavnem severnogermanskem plemenu, ki je naseljevalo območje, ki je danes znano kot Zgornji Telemark, od obdobja selitve in v vikinški dobi. Nordijska oblika imena je bila Þelamǫrk. Prvi element je rodilnik množine Þilir, medtem ko je zadnji element mǫrk 'gozd, meja, marš'.
Tradicionalni Telemark, tj. Zgornji Telemark, je v notranjosti in obsega več kot dve tretjini le-te po tradicionalni definiciji. Tako v srednjem veku kot pozneje je bil (Zgornji) Telemark regija Norveške z največ kmeti, ki so bili lastniki. Ohranila je nordijsko kulturo v večji meri kot katera koli druga regija na Norveškem, kar zadeva bolj enakopravno organizacijo družbe, vero, tradicionalne vrednote in jezik. Tako so bili prebivalci Telemarka v srednjem veku in zgodnjem novem času pogosto opisani kot najbolj nasilni na Norveškem. Narečja Zgornjega Telemarka so tudi narečja norveščine, ki so najbližja stari norveščini. Kmetje iz Telemarka so bili zaznamovani z močnim konzervativizmom in vero v svoje tradicionalne vrednote, ki so pogosto nasprotovale osrednjim oblastem Dansko-Norveške; na primer, držali so se vidikov staronordijske vere in kasneje katolicizma dlje kot druge regije na Norveškem. Zgornji Telemark tradicionalno nima mest.
Grenland in fjord Skien sta nižji pokrajini, ki sta bližje ali ob obali. Zgodovinsko se je Grenland nanašal na to, kar se danes imenuje Midt-Telemark, vendar se je sčasoma ime Grenland začelo nanašati na območje fjorda Skien. Zanj so tradicionalno značilna mesta ter vpletenost v pomorstvo in trgovino. Obsega tudi nekaj večjih kmetijskih posesti in industrijo. Kultura in družbena struktura sta bolj urbani, veliko manj tradicionalni, bolj pod vplivom stika s celinsko Evropo in veliko manj egalitarni. Najpomembnejše mesto v regiji, Skien, je bilo zgodovinsko eno najpomembnejših norveških mest, čeprav je njegov pomen upadel po napoleonskih vojnah. Dramatik Henrik Ibsen je bil rojen v Skienu in številne njegove igre so postavljene v kraje, ki spominjajo na mesto in okolico.
Med dansko-norveško zvezo sta tradicionalni regiji Telemark in Grenland/fjord Skien postali fevd (len) in kasneje grofija (amt) Bratsberg (Bradsberg). Fevd in grofija je dobila ime po kmetiji Bratsberg, saj je bila tu sedež guvernerja. Leta 1919 se je okrožje Bratsberg preimenovalo v Telemark. Kljub temu Grenland ohranja ločeno identiteto, ki se razlikuje od pravega Telemarka; manjšina v Stortingu je leta 1918 glasovala za ime Grenland–Telemark.
(Zgornji) Telemark, zlasti Kviteseid, je znan kot rojstni kraj smučanja kot sodobnega športa. Telemark je svoje ime posodil slogu smučanja telemark, slogu, ki ga je izumil Sondre Norheim, in značilnemu telemark pristanku smučarskih skokov. Telemark je znan tudi kot središče gibanja Bunad. Telemark ima več stavb iz srednjega veka kot katera koli druga norveška regija.

## Geografija
Telemark je na jugovzhodu Norveške in se razteza od gorske planote Hardangervidda na severu do obale Skagerrak na jugu. Telemark ima raznoliko in slikovito pokrajino, vključno z razgibano obalo, dolinami, jezeri, hribi, gorami in gorskimi planotami.

### Občine
Administrativna regija Telemark ima 18 občin:
1. Bamble
2. Bø
3. Drangedal
4. Fyresdal
5. Hjartdal
6. Kragerø
7. Kviteseid
8. Nissedal
9. Nome
10. Notodden
11. Porsgrunn
12. Sauherad
13. Seljord
14. Siljan
15. Skien
16. Tinn
17. Tokke
18. Vinje

Največja naselja so Skien, Porsgrunn, Notodden, Rjukan in Kragerø. Ostala pomembna mesta so Stathelle, Ulefoss, Brevik, Langesund, Bø, Fyresdal in Vinje.

## Infrastruktura
Mednarodna cesta E18 poteka skozi južne dele Telemarka, in sicer Grenland in občino Kragerø. E134, še ena pomembna avtocesta in najhitrejša pot med Oslom in Bergnom, poteka skozi občine Vinje, Tokke, Kviteseid, Seljord, Hjartdal in Notodden. RV36, ki se razteza od Porsgrunna do Seljorda, povezuje avtocesti E18 in E134.
Telemark je dobro povezan z železnico. Proga Sørlandet poteka skozi tradicionalni okrožji Vestmar in Midt-Telemark ter služi občinam Drangedal, Nome, Bø in Sauherad. Grenland v glavnem oskrbuje linija Vestfold, vendar ima povezave tudi prek linije Bratsberg, ki poteka med Skienom in Notoddenom.
Iz Langesunda Fjordline nudi trajektne storitve na Švedsko in Dansko.
Glavne avtobusne linije v regiji upravljata Telemark Bilruter, ki služi zahodnemu in srednjemu delu regije, in Nettbuss, ki služi srednjemu, vzhodnemu in južnemu delu regije. Drangedal Bilruter služi regiji Vestmar.